# The Dø
The Dø ist ein seit 2007 bestehendes französisches Indie-Pop-Duo.

## Geschichte
Die Mitglieder von The Dø sind der 1974 in Paris geborene Komponist und Multiinstrumentalist Dan Levy und die finnisch-französische Sängerin Olivia Merilahti. Beide arbeiteten vor der Gründung von The Dø an der Musik des Films Das Imperium der Wölfe. Das Debütalbum des Projekts, A Mouthful, erschien in Frankreich im Jahr 2008. Es platzierte sich auf Position eins der französischen Albumcharts. Auf der anschließenden Tour wurde das Duo von Schlagzeuger und Perkussionist José Joyette unterstützt.
2009 wurden sie mit dem European Border Breakers Award (EBBA) ausgezeichnet. Im März 2011 erschien das zweite Album Both Ways Open Jaws. Am 29. September 2014 wurde das dritte Album der Band, Shake Shook Shaken, in Frankreich, Luxemburg, Belgien sowie der Schweiz veröffentlicht.
Die Gruppe pausiert offiziell seit 2021 für unbestimmte Zeit, und die Mitglieder arbeiten an anderen Projekten.

## Diskografie

### Alben
- 2008: A Mouthful
- 2011: Both Ways Open Jaws
- 2014: Shake Shook Shaken
- 2017:  Live at l’Olympia, Paris (Live-Album)

### EPs
- 2010: Dust It Off

### Singles
- 2008: On My Shoulders
- 2008: At Last!
- 2011: Too Insistent
- 2014: Keep Your Lips Sealed
- 2015: Anita No!